# Maha Vajiralongkorn
Maha Vajiralongkorn Bodindradebayavarangkun (em tailandês: วชิราลงกรณ; Bancoque, 28 de julho de 1952), também conhecido como Rama X, é o atual Rei da Tailândia desde 2016. Ele é o segundo filho e o único do sexo masculino do rei Bhumibol Adulyadej e de sua esposa, a Rainha Sirikiti. Ele tem sete filhos e está casado com sua quarta esposa, a Rainha Suthida da Tailândia. Educado no Reino Unido e na Austrália, ele viveu boa parte de sua vida no exterior, principalmente na Alemanha.

## Reinado e coroação

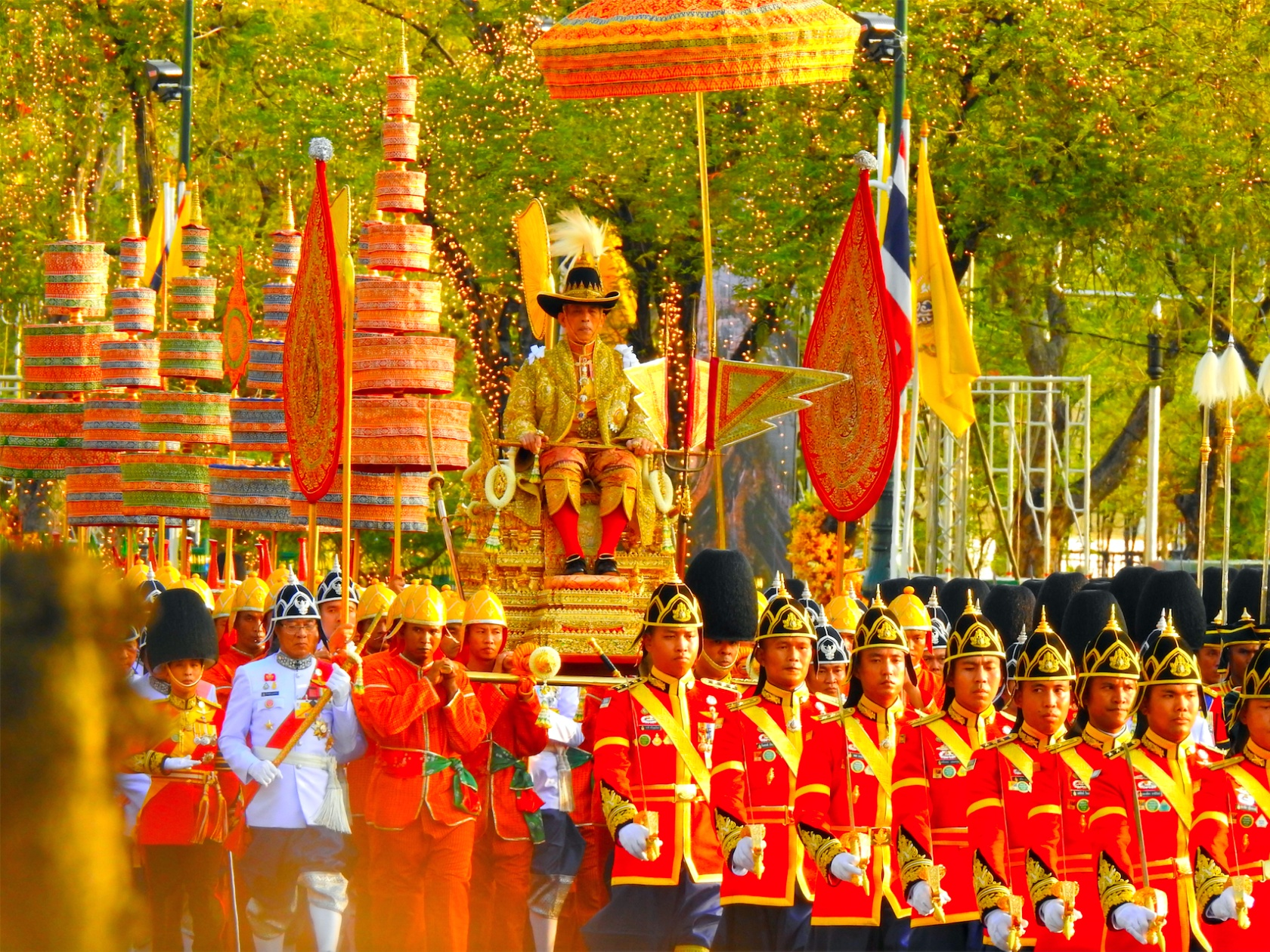
Coroação de Rama X, em maio de 2019.

Maha Vajiralongkorn foi nomeado Príncipe Herdeiro em 1972 e ascendeu como Rei da Tailândia em 2016, após a morte do pai. No entanto, devido ao período de luto dedicado ao monarca falecido, os rituais de coroação aconteceram apenas em maio de 2019, de acordo com as tradições budista e brâmane e com duração de três dias, culminando com uma procissão pela capital do país, Bangkok.  

## Infância e adolescência
Com uma vida privilegiada, Vajiralongkorn estudou num colégio do Reino Unido ainda criança, tendo em 1976 se mudado para a Austrália, onde se graduou no Colégio Militar Real (Royal Military College) de Duntroon, Canberra.

## Vida familiar e pessoal

### Casamentos
Vajiralongkorn está casado com sua quarta esposa e tem também uma concubina:
- Soamsawali Kitiyakara (03 de janeiro 1977 a 1991): foi a primeira esposa de Maha, com a qual ele teve uma filha, Bhajara Kittiyabha em 1978.Eles eram primos em primeiro grau, sendo o pai de Soamsawali irmão da Rainha Sirikit, mãe de Maha. O casal se separou quando se descobriu que Maha tinha uma amante;[4]
- Sujarinee Vivacharawongse (1994 a 1996): nascida Yuvadhida Polpraserth, ela foi a causa do divórcio de Maha e Soamsawali. Eles tiveram quatros filhos e uma filha mesmo antes de se casarem. Após o divórcio, Sujarinee e os filhos do sexo masculino foram deserdados, tiveram os passaportes aprendidos e acabaram fugindo para os Estados Unidos. Apesar de deserdados, os filhos do monarca ainda fazem parte da "Realeza Menor" da Tailândia.[5]
- Srirasmi Suwadee (2001 a 2014): foi a terceira esposa de Maha. Recebeu o título de Princesa da Tailândia em junho de 2005, após ter dado à luz o Príncipe Dipangkorn Rasmijoti, atualmente titulado o Príncipe Herdeiro da Tailândia;
- Suthida Vajiralongkorn Na Ayudhya (01 de maio de 2019 até o presente): recebeu oficialmente o título de Rainha Suthida da Tailândia após o casamento, que aconteceu um dia antes dos eventos de coroação do Rei em maio de 2019;[2]
- Sineenat Wongvajirapakdi (Concubina de 28 de julho de 2019 a 21 de outubro de 2019; 02 de setembro de 2020 até o presente): foi declarada Consorte Real, o que em outras palavras significava "concubina", no dia 28 de julho de 2019, dia em que o Rei completou 67 anos. No entanto, apenas 3 meses depois, ela perdeu o seu título devido a "comportamento desrespeitoso e por querer ocupar o papel da Rainha". O título, no entanto, lhe foi devolvido em 02 de setembro de 2020, tendo a Casa Real anunciado a titulação em suas redes sociais, com uma foto, um comunicado e uma mensagem, onde se lia que "ela não era mais impura" (em tradução do Twitter).[6][7][8]

### Descendência
- Princesa Bajrakitiyabha of Thailand: (nasc. em dezembro de 1978), filha de sua primeira esposa;
- Chudhavajra Vivacharawongse: segundo filho do rei com sua segunda esposa; vive exilado nos Estados Unidos;
- Vacharaesorn Vivacharawongse: segundo filho do rei com sua segunda esposa; é advogado e vive nos Estados Unidos; foi o primeiro a voltar a seu país natal em agosto de 2023; [9] [10]
- Chakriwat Vivacharawongse: terceiro filho do rei com sua segunda esposa; é médico e vive nos Estados Unidos; [11]
- Vajravira Vivacharawongse: último filho varão do rei com sua segunda esposa; vive exilado nos Estados Unidos;
- Princesa Sirivannavari Nariratana: filha de sua segunda esposa. Os quatro irmãos da princesa  foram deserdados por Maha;
- Príncipe Herdeiro Dipangkorn Rasmijoti: filho de sua terceira esposa, é o atual Príncipe Herdeiro da Tailândia. Há rumores de que ele sofra de autismo;[5][12]

## Polêmicas
O Rei Maha Vajiralongkorn não é, segundo a imprensa, muito bem visto no seu país-natal, devido às tantas polêmicas nas quais já se envolveu. "É uma figura controversa", escreveu a revista Caras de Portugal em outubro de 2016, enquanto o jornal Diário de Notícias, também de Portugal, o chamou de "playboy, excêntrico e gastador".
Algumas de suas polêmicas:
- Em 1980, se tornou público que Maha tinha uma amante, a que seria a sua segunda esposa e com a qual já tinha filhos antes do casamento;[15]
- Em 1981, sua mãe o chamou de "Don Juan";[3]
- Em 2007 decidiu tornar major-general da Força Aérea seu cão Foo Foo, um poodle que morreu em 2015 e cujas cerimônias fúnebres obrigaram a quatro dias de ritos budistas;[16]
- Em 2016 ele foi fotografado num aeroporto da Alemanha vestindo um top (tipo de blusa curta e justa).[15][13]
- Em 2020, em plena pandemia de COVID-19, ele esteve por meses vivendo num hotel na Alemanha com o seu harém de cerca de 20 mulheres.[12]
- É um dos reis mais ricos do mundo, com uma fortuna de cerca de 40 mil milhões de euros, cultiva uma aura de mistério com poucas aparições públicas e é um monarca ausente, passando a maior parte do tempo na Alemanha, onde aproveita para pilotar o seu Boeing 737.[17]

### Lei de Lesa-Majestade
A Tailândia tem uma das mais rígidas leis de Lesa-Majestade do mundo, o que segundo a Caras faz com que "a maior parte das histórias relativas ao sucessor do rei Bhumibol Adulyadej são desconhecidas no país, pois as leis proíbem os meios de comunicação de publicar histórias que possam ser consideradas difamatórias para a família real".
Segundo o El País da Espanha, o castigo por ofender a realeza tailandesa pode ser de uma multa milionária a 35 anos de prisão.

### Protestos anti-monarquia
Em meados de 2020, uma onda de protestos liderados em sua maioria por estudantes, exigiram reformas no Governo Militar e na Monarquia, em parte devido as polêmicas envolvendo o Rei. 

## Questão sucessória
Há muitos anos há rumores de que o filho mais novo do monarca, Dipangkorn, seja autista, o que nunca foi confirmado oficialmente. Também se fala que devido a isso, sua irmã mais velha, a Princesa Bajrakitiyabha, era a escolhida para se tornar Rainha da Tailândia no futuro ser a Regente. No entanto, após Bajra (como a Princesa é chamada) ter um inesperado problema de saúde no final de 2022 que a mantém em estado vegetativo , cresceram os rumores e preocupações com o futuro da monarquia do país, que tem o apoio do governo.  
Em 08 de agosto de 2023, Vacharaesorn, segundo filho do rei com sua segunda esposa, voltou à Tailândia pela primeira vez em 27 anos e começaram rumores de que poderia haver uma negociação para que um dos filhos renegados se tornasse o Príncipe Herdeiro. Dias depois, um dos irmãos de Vacharaesorn, Vaakrivajra, também viajou ao país, tendo os dois voltado aos Estados Unidos em 15 de agosto.    

O sucessor do monarca deve ter o apoio e aprovação do governo, apesar disso não ser oficial. 